# Eratoneura haysensis
Eratoneura haysensis är en insektsart som först beskrevs av Hepner 1966.  Eratoneura haysensis ingår i släktet Eratoneura och familjen dvärgstritar. Inga underarter finns listade i Catalogue of Life.